# Пян-Се Rest
Пян-Се Rest — ресторан авторської корейської кухні в Подільському районі міста Києва.
Відкритий (під назвою «Пян-Се бар») у червні 2017 року ветераном АТО (нині — військовослужбовцем ЗСУ, учасник російсько-української війни, який відзначився під час відбиття російського вторгнення в Україну), письменником-блогером, ресторатором, колишнім офіцером Федеральної прикордонної служби ФСБ РФ, який 2014 року перейшов на бік України, Іллею Богдановим. За кілька років заклад було перейменовано в «Пян-Се Rest».
2024 року Ілля розповідав: «Я з Владивостоку. Там корейська кухня — частина національної, а пиріжки пян-се — найпопулярніший варіант вуличної їжі. В Києві такої страви взагалі не було. А я люблю робити щось оригінальне. Завдяки Інстаграму знайшовся інвестор, зараз ми — партнери 50/50. В цей час відбувся черговий замах на мене, що теж мене медійно підсвітило...».

## Локація

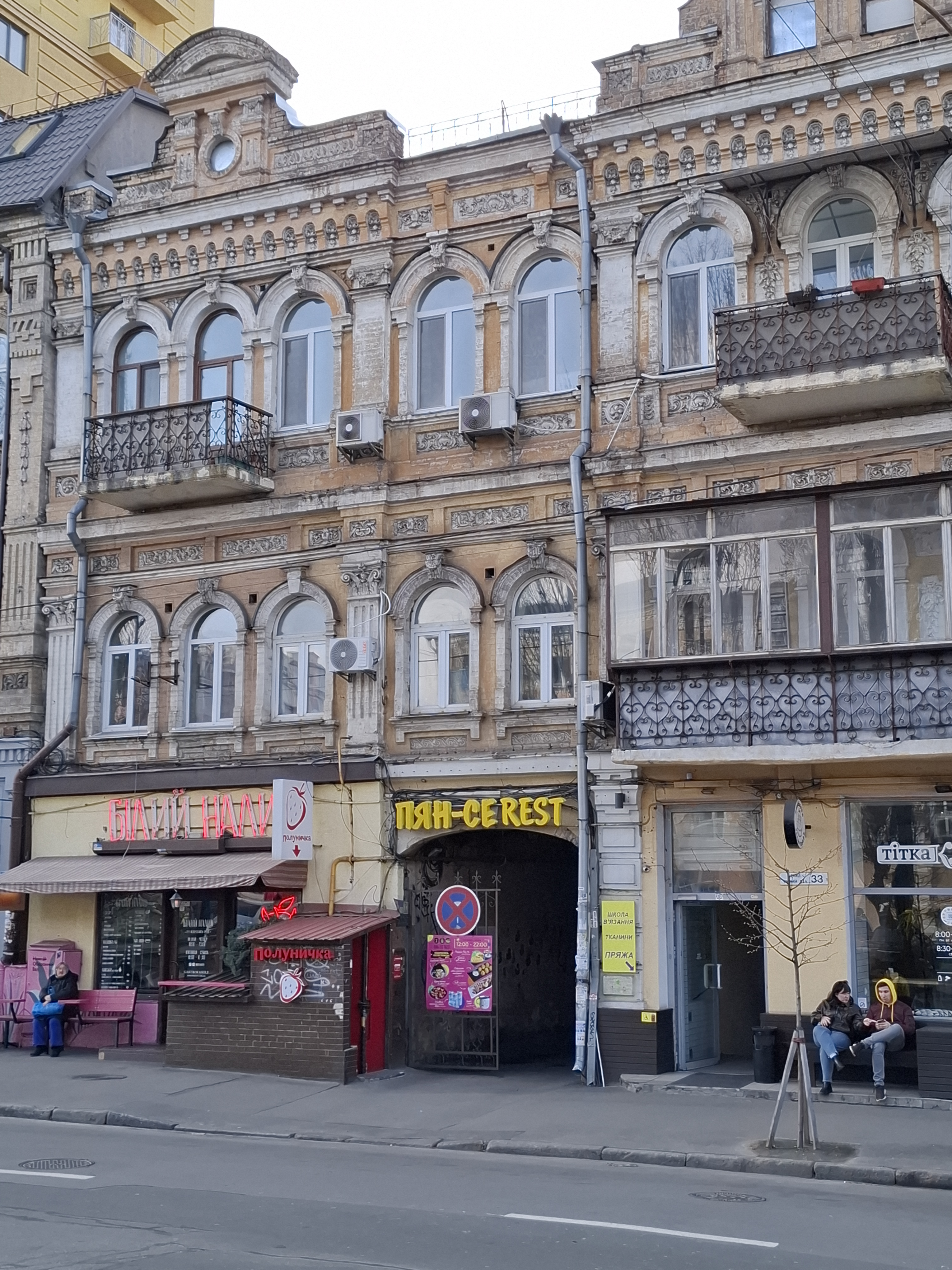
Вивіска ресторану "Пян-Се Rest"

Заклад розмістився у одному із старовинних будинків Подолу, за адресою вулиця Нижній Вал, 33Б, неподалік північного виходу із станції метро «Контрактова площа».
Будинок є частиною комплексу міської садиби, в якій в середині XIX — на початку XX ст. містився безкоштовний притулок Товариства надання медичної та матеріальної допомоги бідним породіллям, відділення доброчинного товариства «Крапля молока».
2019 року Ілля Богданов спробував розширити бізнес, відкривши аналогічний заклад у приміщенні на вулиці Січових Стрільців, проте із початком пандемії коронавірусу змушений був його закрити, зосередившись на подільському закладі. Наприкінці 2021-го в інтерв'ю Богданов заперечив можливість франшизи в інших містах, оскільки тоді його заклад «втратить свою самобутність і неповторність…» та зазначив: «На той момент мені було неважливо, що це буде за проект, але треба було чимось себе зайняти. І при цьому важливо було, щоб цей проект був єдиним у своєму роді. Мене легко демотивувати, якщо таке вже є і це вже буде клонування і на одному полі працюють десяток різних людей… Я хотів штучний проект. Люблю все штучне й унікальне. Для мене це навіть не про гроші. Мені хотілось творити і я творив…».

## Концепція
Ілля є нащадком українців, переселених на початку ХХ ст. на так званий «Зелений Клин», тож він із дитинства був знайомий із особливостями кухні Далекого Сходу, зокрема, із поширеним на території Росії корейським фаст-фудом — «паровими» пиріжками пян-се. Бізнес-ідея щодо створення в Києві точки продажу небачених тут раніше пян-се поступово розвинулася у концепцію повноформатного закладу корейської кухні — і водночас дала йому назву. 

## Меню
Окрім пян-се з м'ясом і капустою кім-чі та іншими начинками, заклад пропонує:
- перші блюда — супи рамен, том-ям, фо-бо, куксі (влітку);
- другі блюда — бульгогі, тхвігім, традиційні смажені пельмені манду, різні види рису та лапші (удон, фунчоза, соба), токпоккі;
- закуски, салати (зокрема, «відбиті огірки», «морква по-корейські») та десерти.

Серед напоїв — корейська горілка соджу, крафтові пиво та сідр, а також фірмові коктейлі.

## Інтер'єр

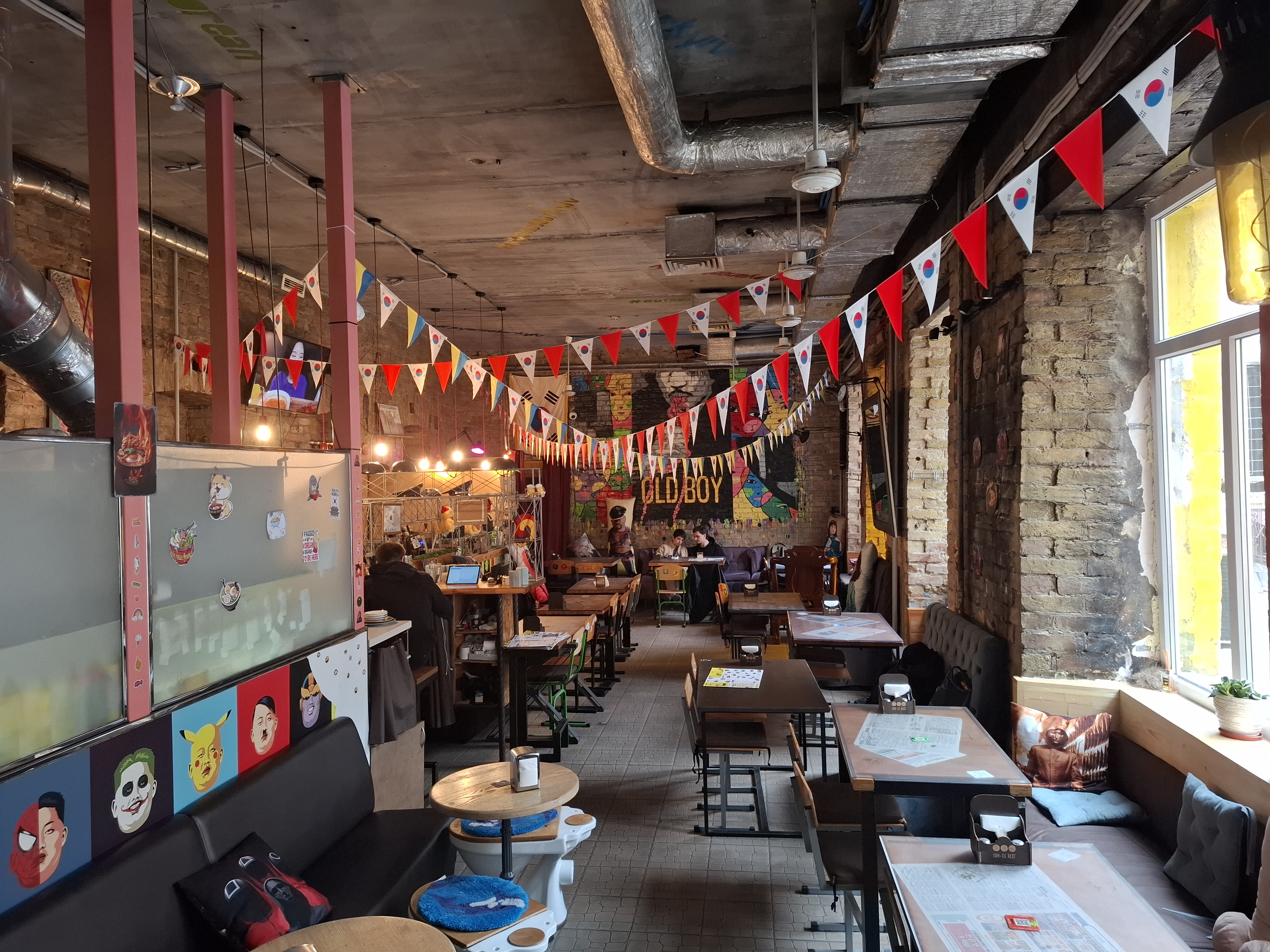
Інтер'єр ресторану "Пян-Се Rest"

Єдиний зал закладу, із характерною для східних ресторанів відкритою кухнею — невеличкий, проте вражає різноманітністю деталей і кольорів. Стіни із звичайної цегли з мінімальною обробкою, на одній із них фреска за мотивами класичного південнокорейського фільму-трилеру «Олдбой». Затишку залу додають дбайливо відшукані плакати та інші предмети інтер'єру, а також велика кількість кімнатних рослин — багато із них ресторану протягом його існування подарували друзі Іллі та гості закладу. Про політичні уподобання найяскравіше говорять державний прапор Республіки Південної Кореї в куті, гірлянди з українських та південнокорейських прапорців та південнокорейські музичні кліпи — і дизайнерські карикатури на північнокорейського лідера Кім Чен Ина на барній стійці.

## Спроба підпалу
Близько 4:30 18 жовтня 2024 року в приміщенні «Пян-Се Rest» сталася пожежа, за дві доби Ілля Богданов повідомив про те, що подія стала наслідком умисного підпалу ветеранського бізнесу за допомогою легкозаймистої рідини, скоєного особами, завербованими російськими спецслужбами. Поліція розпочала розслідування, а для відновлення закладу серед його прихильників було оголошено збір коштів. За тиждень, після термінового ремонту, ресторан відновив роботу.